# منازل القمر
منازل القمر أو النَّوْء (الجمع: أنواء) هو النجم إِذا مال للمَغِيب، والجمع أَنْواءٌ ونُوآنٌ وقيل: معنى النَّوْءِ سُقوطُ نجم من الـمَنازِل في المغرب مع الفجر وطُلوعُ رَقِيبه، وهو نجم آخر يُقابِلُه، من ساعته في المشرق. وربط العرب في العصر الجاهلي بين ساعات شروق المنازل القمرية وغروبها وأحوال الرياح والأمطار والحر والبرد.
للقمر 28 منزلا ينزلها خلال دورته حول كوكب الأرض.

## المنازل
برز العرب في علم الفلك ومعرفة الأنواء، حيث قسموا السنة إلى مواسم وفصول تمثلها أنواء ونجوم معينة محددة ومعروفة في القبة السماوية، وقسموا القبة إلى 28 جزءاً، كل جزء يمثل منزلة وفسحة ينزل بها القمر ليلة واحدة وتنزل الشمس في كل واحدة 13 يوماً، وكل منزلة منسوبة لنجم أو مجموعة نجوم تمثلها وتكون مشاهدة في هذا الجزء من القبة الفلكية.
المنازل عددها ثمانية وعشرون وهي: الإكليل، القلب، الشولة، النعايم، البلدة، سعد الذابح، سعد بلع، سعد السعود، سعد الأخبية، المقدم، المؤخر، الرشا، الشرطين، البطين، الثريا، الدبران، الهقعة، الهنعة، الذراع، النثرة، الطرف، الجبهة، الزبرة، الصرفة، العواء، السماك، الغفر، الزبانا، وكل منزلة لها 13 يوماً عدا الجبهة فلها 14 يوماً والمجموع 365 يوماً وهي تمثل أيام السنة الشمسية، وغالباً ترى 14 منزلة ظاهرة في القبة الفلكية وتكون 14 منزلة أخرى غاربة في النصف الثاني من القبة الفلكية، وعندما تشرق منزلة في الشرق ـ ويطلق عليها العرب البارح ـ تغرب منزلة أخرى في الغرب ـ ويطلق عليها العرب النوء.
الجدول التالي هو تفصيل للأنواء وموقعها على التقويم الميلادي.
| المنزلة             | يرتبط بنوا         | النجوم الكبيرة / الأبراج  | الأبراج البروج                       | يبدأ في   | ملاحظات | أبرز المظاهر والخصائص |
| ------------------- | ------------------ | ------------------------- | ------------------------------------ | --------- | --- | --- |
| الشرطان (الشرطين)   | الثريا             | الشرطان في الحمل          | --                                   | 17 مايو   | الثريا وعدد أيامها 39 يوماً ولها من المنازل ثلاث (الشرطين، البطين، الثريا)،                                               | |
| الثريا (بلييوني)    | الثريا             | بلييوني في الثريا         | --                                   | 31 مايو   | الثريا وعدد أيامها 39 يوماً ولها من المنازل ثلاث (الشرطين، البطين، الثريا)،                                               | |
| البطين              | الثريا             | البطين في الثريا          | --                                   | 13 يونيو  | الثريا وعدد أيامها 39 يوماً ولها من المنازل ثلاث (الشرطين، البطين، الثريا)،                                               | |
| التويبع (الدبران)   | التويبع            | الدبران                   | --                                   | 26 يونيو  | التويبع وعدد أيامه 13 يوماً وله من المنازل منزلة واحدة (الدبران)،                                                         | |
| الهقعة              | الجوزاء / التوأمان | الهقعة في الجبار          | التوأمان                             | 9 يوليو   | الجوزاء وعدد أيامه 26 يوماً ولها من المنازل منزلتان (الهقعة، الهنعة)،                                                     | |
| الهنعة              | التوأمان           | هنعه في التوأمان          | التوأمان                             | 22 يوليو  | الجوزاء وعدد أيامه 26 يوماً ولها من المنازل منزلتان (الهقعة، الهنعة)،                                                     | |
| المرزم (الذراع)     | مرزم               | الكلب الأكبر              | --                                   | 4 أغسطس   | المرزم وعدد أيامه 13 يوماً وله من المنازل منزلة واحدة (الذراع)                                                            | |
| النثرة              | الكليبين           | النثرة                    | --                                   | 17 أغسطس  | الكليبين 13 يوماً وله من المنازل منزلة واحدة (النثرة).                                                                    | |
| الطرف               | سهيل               | الطرف في الأسد            | )                                    | 30 أغسطس  | وبدؤا سنتهم النجمية أو (السهيلية) بطلوع نجم سهيل وعدد أيامه 53 يوماً وله من المنازل أربع (الطرف، الجبهة، الزبرة، الصرفة)، | |
| الجبهة              | سهيل               | الجبهة                    | العقرب                               | 12 سبتمبر | وبدؤا سنتهم النجمية أو (السهيلية) بطلوع نجم سهيل وعدد أيامه 53 يوماً وله من المنازل أربع (الطرف، الجبهة، الزبرة، الصرفة)، | |
| الزبرة              | سهيل               |                           |                                      | 25 سبتمبر | وبدؤا سنتهم النجمية أو (السهيلية) بطلوع نجم سهيل وعدد أيامه 53 يوماً وله من المنازل أربع (الطرف، الجبهة، الزبرة، الصرفة)، | |
| الصرفة              | سهيل               |                           |                                      | 8 أكتوبر  | وبدؤا سنتهم النجمية أو (السهيلية) بطلوع نجم سهيل وعدد أيامه 53 يوماً وله من المنازل أربع (الطرف، الجبهة، الزبرة، الصرفة)، | |
| العواء              | الوسم              | العواء                    | العذراء                              | 21 أكتوبر | الوسم وهو ليس نجماً بل صفة لوقت من السنة وعدد أيامه 52 يوماً وله من المنازل أربع (العواء، السماك، الغفر، الزبانا)،         | |
| السماك              | الوسم              | السماك الأعزل             | --                                   | 3 نوفمبر  | الوسم وهو ليس نجماً بل صفة لوقت من السنة وعدد أيامه 52 يوماً وله من المنازل أربع (العواء، السماك، الغفر، الزبانا)،         | |
| الغفر               | الوسم              |                           | --                                   | 16 نوفمبر | الوسم وهو ليس نجماً بل صفة لوقت من السنة وعدد أيامه 52 يوماً وله من المنازل أربع (العواء، السماك، الغفر، الزبانا)،         | |
| الزبانا             | الوسم              | الزبانى                   | السرطان                              | 29 نوفمبر | 24 نوفمبرالمنزلة الرابعة من منازل نوء الوسم، تبلغ مدتها 13 يوما، وتنتهي 6 ديسمبر.                                        | آخر منازل نوء الوسم، وآخر منزلة في فصل الخريف؛ تزداد فيها برودة الأجواء خصوصا في الليل ويكثر هبوب الرياح الباردة، وغالبا تهطل خلالها أمطار غزيرة. قالت العرب في منزلة الزبانا: (إذا طلعت الزبانا، أحدثت لكل ذي عيال شانا، ولكل ذي ماشية هوانا، وقالوا: كان وكانا؛ فاسع لأهلك، ولا توانا) |
| الإكليل "The Crown" | مربعانية           | الإكليل الشمالي           | --                                   | 12 ديسمبر | المربعانية وعدد أيامها 39 يوماً ولها من المنازل ثلاث (الإكليل، القلب، الشولة)،                                            | |
| القلب (قلب العقرب)  | مربعانية           | قلب العقرب (نجم)          | العقرب                               | 25 ديسمبر | المربعانية وعدد أيامها 39 يوماً ولها من المنازل ثلاث (الإكليل، القلب، الشولة)،                                            | |
| الشولة              | مربعانية           | الشولة                    | العقرب                               | 3 يناير   | المربعانية وعدد أيامها 39 يوماً ولها من المنازل ثلاث (الإكليل، القلب، الشولة)،                                            | |
| النعايم             | الشبط              | Ascella وNunki            | الرامي                               | 16 يناير  | الشبط وعدد أيامه 26 يوماً وله من المنازل منزلتان (النعايم، البلدة)                                                        | |
| البلدة              | الشبط              | بلدة                      | الرامي                               | 29 يناير  | الشبط وعدد أيامه 26 يوماً وله من المنازل منزلتان (النعايم، البلدة)                                                        | |
| سعد الذابح          | The Three Saads    | سعد الذابح                | الجدي                                | 11 فبراير | العقارب وعدد أيامها 39 يوماً ولها من المنازل ثلاث (سعد الذابح، سعد بلع، سعد السعود)،                                      | |
| سعد بلع             | The Three Saads    | سعد بلع                   | --                                   | 26 فبراير | العقارب وعدد أيامها 39 يوماً ولها من المنازل ثلاث (سعد الذابح، سعد بلع، سعد السعود)،                                      | |
| سعد السعود          | The Three Saads    | سعد السعود                | الدلو                                | 11 مارس   | العقارب وعدد أيامها 39 يوماً ولها من المنازل ثلاث (سعد الذابح، سعد بلع، سعد السعود)،                                      | |
| سعد الأخبية         | الحميمين           | سعد الأخبية (سعد الخبايا) | --                                   | 24 مارس   | الحميمين وعدد أيامه 26 يوماً وله من المنازل منزلتان (سعد الأخبية، المقدم)،                                                | |
| المقدم              | الحميمين           | المقدم                    | --                                   | 6 أبريل   | الحميمين وعدد أيامه 26 يوماً وله من المنازل منزلتان (سعد الأخبية، المقدم)،                                                | |
| المؤخر              | الذراعين           | رأس التوأم المؤخر         | التوأمان والدلو (in the Arab system) | 19 أبريل  | الذراعين وعدد أيامه 26 يوماً وله من المنازل منزلتان (المؤخر، الرشا)،                                                      | |
| الرشا (الرشاء)      | الذراعين           | الرشاء                    | التوأمان و) (in the Arab system)     | 2 مايو    | الذراعين وعدد أيامه 26 يوماً وله من المنازل منزلتان (المؤخر، الرشا)،                                                      | |

The dates above are approximate; notice that there are 2 days missing from a solar year in the table above.
'
| منازل  | فترة (تقريبًا حسب المصادر العربية) | ابتداء من درجة علامة البرج (Sidereal Zodiac ‏) | الكوكبة [ٱلْبُرُوْج]                      | المعقبات عمل (lit. "doer"/ "doer of the deed") (الملاك الحاكم للمنزل و الحروف) | منازل القمر               | أبجدية عربية [حروف] - ترتيب أبجدي | أبجدية عربية [حروف] - ترتيب أبجدي | أبجدية عربية [حروف] - ترتيب أبجدي | أبجدية عربية [حروف] - ترتيب أبجدي | أبجدية عربية [حروف] - ترتيب أبجدي | موضع [أعداد] |
| منازل  | فترة (تقريبًا حسب المصادر العربية) | ابتداء من درجة علامة البرج (Sidereal Zodiac ‏) | الكوكبة [ٱلْبُرُوْج]                      | المعقبات عمل (lit. "doer"/ "doer of the deed") (الملاك الحاكم للمنزل و الحروف) | منازل القمر               | رومنة العربية                     | اسم الحرف                         | اسم الحرف في اللفة العربية        | قيمة الحرف (حساب الجمل)           | Letter (Isolated Form)            | موضع [أعداد] |
| الأول  | 5 أبريل                           | 0° 0' برج الحمل                               | بُرْجُ ٱلْحَمَل                             | إِسْرَافِيْل                                                                        | أَلْشَّرَطَيْن \ أَلْنّطح           | ā / ’ (also ʾ)                    | alif                              | ألف                               | 1                                 | أ                                 | 1            |
| الثاني | 18 أبريل                          | 12° 51' برج الحمل                             | بُرْجُ ٱلْحَمَل                             | جِبْرَائِيل                                                                        | أَلْبُطَيْن                    | b                                 | bā’                               | باء                               | 2                                 | ب                                 | 2            |
| 3rd    | 1 مايو                            | 25° 43' برج الحمل                             | بُرْجُ ٱلْحَمَل                             | كلكائيل                                                                        | أَلْثُّرَيَّا                    | j (also ǧ, g)                     | jīm                               | جيم                               | 3                                 | ج                                 | 3            |
| 4th    | 14 مايو                           | 8° 34' برج الثور                              | بُرْجُ ٱلْثُّور                             | دردَائِيل                                                                        | أَلْدَّبَرَان                   | d                                 | dāl                               | دال                               | 4                                 | د                                 | 4            |
| 5th    | 27 مايو                           | 21° 26' برج الثور                             | بُرْجُ ٱلْثُّور                             | دوريَائِيل                                                                       | أَلْهَقْعَة                    | h                                 | hā’                               | هاء                               | 5                                 | ه                                 | 5 5          |
| 6th    | 9 يونيو                           | 4° 17' برج الجوزاء                            | بُرْجُ ٱلْجَوْزَاء                           | فتمَائِيل                                                                        | أَلْهَنْعَة                    | w / ū                             | wāw                               | واو                               | 6                                 | و                                 | 6            |
| 7th    | 22 يونيو                          | 17° 9'برج الجوزاء                             | بُرْجُ ٱلْجَوْزَاء                           | شرفَائِيل                                                                        | أَلْذِّرَاعْ                    | z                                 | zayn / zāy                        | زاي                               | 7                                 | ز                                 | 7            |
| 8th    | 5 يوليو                           | 0° 0' برج السرطان                             | بُرْجُ ٱلْسَّرْطَان                           | تنكفيل                                                                         | أَلْنَّثْرَة                    | ḥ                                 | ḥā’                               | حاء                               | 8                                 | ح                                 | 8 8          |
| 9th    | 18 يوليو                          | 12° 51' برج السرطان                           | بُرْجُ ٱلْسَّرْطَان                           | إِسْمَاعِيْل                                                                        | أَلْطَّرْف \ أَلْطَّرْفَة            | ṭ                                 | ṭā’                               | طاء                               | 9                                 | ط                                 | 9 9          |
| 10th   | 31 يوليو                          | 25° 43' برج السرطان                           | بُرْجُ ٱلْسَّرْطَان                           | كيطَائِيل                                                                        | أَلْجَبْهَة                    | y , ī / ā , ỳ'                    | yā’ / أبجدية عربية                | ياء \ ألف مقصورة                  | 10                                | ي \ ى                             | 10 10        |
| 11th   | 14 Aug                            | 8° 34' برج الأسد                              | برج الأسد بُرْجُ ٱلْأَسَد                   | حروزَائِيل                                                                       | أَلْزُّبْرَة \ أَلْخرَاتَان         | k                                 | kāf                               | كاف                               | 20                                | ك                                 | 11 11        |
| 12th   | 27 Aug                            | 21° 26' برج الأسد                             | برج الأسد بُرْجُ ٱلْأَسَد                   | Ṭāṭāʾīl* طَاطَائِيل                                                               | أَلْصَّرْفَة                    | l                                 | lām                               | لام                               | 30                                | ل                                 | 12 12        |
| 13th   | 9 سبتمبر                          | 4° 17' برج العذراء                            | برج العذراء بُرْجُ ٱلْسَّنَبِلَة \ بُرْجُ ٱلْسُّنْبُلَة | رومَائِيل                                                                        | أَلْعَوَّاء                    | m                                 | mīm                               | ميم                               | 40                                | م                                 | 13 13        |
| 14th   | 22 سبتمبر                         | 17° 9' برج العذراء                            | برج العذراء بُرْجُ ٱلْسَّنَبِلَة \ بُرْجُ ٱلْسُّنْبُلَة | Ḥūlāʾīl* حولَائِيل                                                               | أَلْسِّمَاك \ أَلْسِّمَاكُ ٱلأَعْزِل    | n                                 | nūn                               | نون                               | 50                                | ن                                 | 14 14        |
| 15th   | 5 أكتوبر                          | 0° 0' برج الميزان                             | برج الميزان بُرْجُ ٱلْمِيْزَان               | همرَاكيل                                                                        | أَلْغَفْر                     | s                                 | sīn                               | سين                               | 60                                | س                                 | 15 15        |
| 16th   | 18 أكتوبر                         | 12° 51' برج الميزان                           | برج الميزان بُرْجُ ٱلْمِيْزَان               | لومَائِيل                                                                        | أَلْزُّبَانَى                   | ‘ (also ʿ)                        | ayn                               | عين                               | 70                                | ع                                 | 16 16        |
| 17th   | 31 أكتوبر                         | 25° 43' برج الميزان                           | برج الميزان بُرْجُ ٱلْمِيْزَان               | سرهمَاكيل                                                                       | أَلْإِكْلِيْل \ أَلْإِكْلِيْلُ ٱلْجَبْهَة  | f                                 | fā                                | فاء                               | 80                                | ف                                 | 17 17        |
| 18th   | 13 نوفمبر                         | 8° 34' برج العقرب                             | برج العقرب بُرْجُ ٱلْعَقْرَب                 | اهجمَائِيل                                                                       | أَلْقَلْب                     | ṣ                                 | ṣād                               | صاد                               | 90                                | ص                                 | 18 18        |
| 19th   | 26 نوفمبر                         | 21° 26' برج العقرب                            | برج العقرب بُرْجُ ٱلْعَقْرَب                 | عطرَائِيل                                                                        | أَلْشَّوْلَة                    | q                                 | qāf                               | قاف                               | 100                               | ق                                 | 19 19        |
| 20th   | 9 ديسمبر                          | 4° 17' برج القوس                              | برج القوس بُرْجُ ٱلْقَوْس                   | امواكيل                                                                        | أَلْنَّعَائَم                   | r                                 | rā’                               | راء                               | 200                               | ر                                 | 20 20        |
| 21st   | 22 ديسمبر                         | 17° 9' برج القوس                              | برج القوس بُرْجُ ٱلْقَوْس                   | همرَائِيل                                                                        | أَلْبَلْدَة                    | sh (also š)                       | shīn                              | شين                               | 300                               | ش                                 | 21 21        |
| 22nd   | 4 يناير                           | 0° 0' برج الجدي                               | برج الجدي بُرْجُ ٱلْجِدِّی \ بُرْجُ ٱلْجِدِّي       | عزرائيل عَزْرَائِيل                                                                | سَعْدُ ٱلْذَّابِح \ أَلْذَّابِح       | t                                 | tā’                               | تاء                               | 400                               | ت                                 | 22 22        |
| 23rd   | 17 يناير                          | 12° 51'برج الجدي                              | برج الجدي بُرْجُ ٱلْجِدِّی \ بُرْجُ ٱلْجِدِّي       | رئيس الملائكة ميخائيل مِيْكَائِيل                                                  | سَعْدُ ٱلْبُلْعَ \ أَلْبُلْعَ         | th (also ṯ)                       | thā’                              | ثاء                               | 500                               | ث                                 | 23 23        |
| 24th   | 30 يناير                          | 25° 43' برج الجدي                             | برج الجدي بُرْجُ ٱلْجِدِّی \ بُرْجُ ٱلْجِدِّي       | مهكَائِيل                                                                        | سَعْدُ ٱلْسُّعُود \ أَلْسُّعُود       | kh (also ḫ, ḵ)                    | khā’                              | خاء                               | 600                               | خ                                 | 24 24        |
| 25th   | 12 فبراير                         | 8° 34' برج الدلو                              | برج الدلو بُرْجُ ٱلْدَّلُو                   | اهرَافِيل                                                                        | سَعْدُ ٱلْأَخْبِيَّه \ أَلْأَخْبِيَّه     | dh (also ḏ)                       | dhāl                              | ذال                               | 700                               | ذ                                 | 25 25        |
| 26th   | 25 فبراير                         | 21° 26' برج الدلو                             | برج الدلو بُرْجُ ٱلْدَّلُو                   | عطكَائِيل                                                                        | فَرْغُ ٱلْدَّلُو ٱلْمُقْدِم \ أَلْمُقْدِم | ḍ                                 | ḍād                               | ضاد                               | 800                               | ض                                 | 26 26        |
| 27th   | 10 مارس                           | 4° 17' برج الحوت                              | برج الحوت بُرْجُ ٱلْحُوْت                   | تورَائِيل                                                                        | فَرْغُ ٱلْدَّلُو ٱلْمُؤْخَر \ أَلْمُؤْخَر | ẓ                                 | ẓā’                               | ظاء                               | 900                               | ظ                                 | 27 27        |
| 28th   | 23 مارس                           | 17° 9' برج الحوت                              | برج الحوت بُرْجُ ٱلْحُوْت                   | لوخَائِيل                                                                        | أَلْرَّشَاء \ بَطْنُ ٱلْحُوت        | gh (also ġ, ḡ)                    | ghayn                             | غين                               | 1000                              | غ                                 | 28 28        |

Also, the following letters has no alphabetical value in حساب الجمل known as "Ilm ul-ʾAdad".
| أبجدية عربية [ḥurūf حروف] - Abjadī Order |           |                            |                         |                        |
| رومنة العربية                            | اسم الحرف | اسم الحرف في اللفة العربية | قيمة الحرف (حساب الجمل) | Letter (Isolated Form) |
| ’ (also ʾ / حنجري وقفي)                  | همزةh     | همزة                       | 0                       | ء                      |
| ah or at / ah / aẗ                       | طاو ‏h     | تاء مربوطة                 | 0                       | ة                      |

Notes of the table above in accordance to strict traditional Arab Islamic astronomy and theology:
1) the Arabic alphabet resonates the alphabetical value in حساب الجمل known as "Ilm ul-ʾAdad".
2) the المعقبات (Islamic view of angels - equivalent to rank of the "Watcher" or "Guardian Angel") is the Angel that rules the corresponding Arabic alphabet (rhythm of the alphabet in حساب الجمل), manazilu-l-qamar (lunar houses) and constellations (i.e. zodiac signs). Generally speaking, the four Archangels in Islam ace جبرائيل، رئيس الملائكة ميخائيل، إسرافيل and Malaku-l-Maut (عزرائيل).
3) the alphabetical orders follows the sequence of the original abjadī order (أَبْجَدِي), used for lettering, derives from the order of the أبجدية فينيقية، and is therefore similar to the order of other Phoenician-derived alphabets, such as the كتابة عبرية. In this order, letters are also used as numbers, حساب الجمل، and possess the same alphanumeric code/شيفرة سرية as Hebrew علم الأعداد اليهودي and Greek isopsephy.
4) those angel name with an "asterisk" needs source citation upon Arabic transliteration but the given is the closest pronunciation based upon uttering the consonants.
A few of the numerical values are different in the alternative Abjad order. For four Persian letters these values are used:[ويكيبيديا:بحاجة لمصدر]
| رومنة العربية | اسم الحرف                                         | اسم الحرف في لغة فارسية (لغة فارسية) | قيمة الحرف | Letter (Isolation Form) |
| ------------- | ------------------------------------------------- | ------------------------------------ | ---------- | ----------------------- |
| p             | pe [Voiceless bilabial stop p]                    | پِ                                    | 2          | پ                       |
| č / ch        | če / che [Voiceless palato-alveolar affricate t͡ʃ] | چِ                                    | 3          | چ                       |
| ž / zh        | že / zhe [Voiced palato-alveolar sibilant ʒ]      | ژِ                                    | 7          | ژ                       |
| g             | gāf [Voiced velar stop ɡ]                         | گاف                                  | 20         | گ                       |

## ترتيب الأنواء

صورة تبين الفرق في الحجم بين حجم نجم الدبران والشمس.

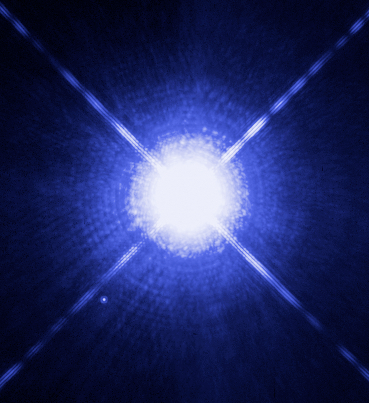
صورة مرصد هابل الفضائي للشعرى اليمانية أ (وسط الصورة) والشعرى اليمانية ب (النجم الصغير على أسفل اليسار).

تطلق كلمة الأنواء في العصر الحديث على الأحوال الجوية (خاصة في العراق). وتعرف كذلك بـمنازل القمر وتعرف بالنجوم إذ قد يشترك نوء أو اثنين أو ثلاثة بظهورهم في نجم واحد، والأنواء على الترتيب هي:
- الشرطين (من 12 مايو إلى 24 مايو من كل عام) وهو تابع لنجم الثريا - (فصل الصيف).
- البطين (من 25 مايو إلى 6 يونيو من كل عام) وهو تابع لنجم الثريا - (فصل الصيف).
- الثريا (من 7 يونيو إلى 19 يونيو من كل عام) وهو تابع لنجم الثريا - (فصل الصيف).
- الدبران (من 20 يونيو إلى 2 يوليو من كل عام) وهو تابع لنجم التويبع - (فصل الصيف).
- الهقعة (من 3 يوليو إلى 15 يوليو من كل عام) وهو تابع لنجم الجوزاء - (فصل الصيف).
- الهنعة (من 16 يوليو إلى 28 يوليو من كل عام) وهو تابع لنجم الجوزاء - (فصل الصيف).
- الذراع (من 29 يوليو إلى 10 أغسطس من كل عام) وهو تابع لنجم المرزم وتسمى الشعرى اليمانية - (فصل الصيف).
- النثرة (من 11 أغسطس إلى 23 أغسطس من كل عام) وهو تابع لنجم الكليبين - (فصل الصيف).
- الطرفة (من 24 أغسطس إلى 5 سبتمبر من كل عام) وهو تابع لنجم سهيل - (فصل الصيف).
- الجبهة (من 6 سبتمبر إلى 19 سبتمبر من كل عام) وهو تابع لنجم سهيل - (فصل الخريف).
- الزبرة (من 20 سبتمبر إلى 2 أكتوبر من كل عام) وهو تابع لنجم سهيل - (فصل الخريف).
- الصرفة (من 3 أكتوبر إلى 15 أكتوبر من كل عام) وهو تابع لنجم سهيل - (فصل الخريف).
- العواء (من 16 أكتوبر إلى 28 أكتوبر من كل عام) وهو تابع لنجم الوسم - (فصل الخريف).
- السماك (من 29 أكتوبر إلى 10 نوفمبر من كل عام) وهو تابع لنجم الوسم - (فصل الخريف).
- الغفر (من 11 نوفمبر إلى 23 نوفمبر من كل عام) وهو تابع لنجم الوسم - (فصل الخريف).
- الزبانا (من 24 نوفمبر إلى 6 ديسمبر من كل عام) وهو تابع لنجم الوسم - (فصل الخريف).
- الإكليل (من 7 ديسمبر إلى 19 ديسمبر من كل عام) وهو تابع لنجم المربعانية - (فصل الشتاء).
- القلب (من 20 ديسمبر إلى 1 يناير من كل عام) وهو تابع لنجم المربعانية - (فصل الشتاء).
- الشولة (من 2 يناير إلى 14 يناير من كل عام) وهو تابع لنجم المربعانية - (فصل الشتاء).
- النعايم (من 16 يناير إلى 27 يناير من كل عام) وهو تابع لنجم الشبط - (فصل الشتاء).
- البلدة (من 28 يناير إلى 9 فبراير من كل عام) وهو تابع لنجم الشبط - (فصل الشتاء).
- سعد الذابح (من 10 فبراير إلى 22 فبراير من كل عام) وهو تابع لنجم العقارب - (فصل الشتاء).
- سعد بلع (من 23 فبراير إلى 7 مارس من كل عام) وهو تابع لنجم العقارب - (فصل الشتاء).
- سعد السعود (من 8 مارس إلى 20 مارس من كل عام) وهو تابع لنجم العقارب - (فصل الشتاء).
- سعد الاخبية (من 21 مارس إلى 2 أبريل من كل عام) وهو تابع لنجم الحميمين - (فصل الربيع).
- المقدم (من 3 أبريل إلى 15 أبريل من كل عام) وهو تابع لنجم الحميمين - (فصل الربيع).
- المؤخر (من 16 أبريل إلى 28 أبريل من كل عام) وهو تابع لنجم الذراعين - (فصل الربيع).
- الرشاء (من 29 أبريل إلى 11 مايو من كل عام) وهو تابع لنجم الذراعين - (فصل الربيع).

## منازل القمر
: منازل في بروج الحمل والثور والجوزاء:

1: الشرطان أو النطح (05 أبريل): نجمان هما قرنا الحمل.
2: البطین (18 أبريل): ثلاثة نجوم في بطن الحمل.
3: الثریا أو النجم (01 مايو): عدة نجوم تشكل ألية الحمل.
4: الدبران (14 مايو): خمسة نجوم تشكل سنام الثور.
5: الهقعة (27 مايو): ثلاثة نجوم فوق منكب الجوزاء.
6: الهنعة (09 يونيو): نجمان على منكب الجوزاء الأيسر.
7: الذراع (22 يونيو): نجمان يشكلان ذراع الأسد.
: منازل في بروج السرطان والاسد والسنبلة:

8: النثرة (05 يوليو): نجمان يشكلان أنف الأسد ومنخراه.
9: الطرف أو الطرفة (18 يوليو): نجمان هما عينا الأسد.
10: الجبهة (31 يوليو): أربعة نجوم هي جبهة الأسد.
11: الزبرة أو الخراتان (14 أغسطس): نجمان يشكلان زبرة الأسد.
12: الصرفة (27 أغسطس): نجم واحد في قلب الأسد.
13: العواء (09 سبتمبر): أربعة كواكب تشكل وركي الأسد.
14: السماك الأعزل (22 سبتمبر): نجم واحد في إحدى رجلي الأسد.
منازل فی بروج المیزان والعقرب والقوس:
15: الغفر (05 أكتوبر): ثلاثة نجوم
16: الزباني (18 أكتوبر): هي قرنا العقرب.
17:‌الإكلیل (31 أكتوبر): أربعة نجوم هي رأس العقرب.
18: القلب (13 نوفمبر): نجم أو ثلاثة نجوم هي قلب العقرب.
19: الشولة (26 نوفمبر): نجمان يمثلان شوكة العقرب.
20: النعائم (09 ديسمبر): ثمانية نجوم.
21: البلدة (22 ديسمبر): مساحة خالية من النجوم.
منازل فی بروج الجدی والدلو والحوت:
22: سعد الذابح (04 يناير): نجمان.
23: سعد بلع (17 يناير): نجمان.
24: سعد السعود (30 يناير): نجمان.
25: سعدالاخبیه (12 فبراير): ثلاثة نجوم.
26: فرغ الدلو المقدم (25 فبراير): نجمان.
27: فرغ الدلو المؤخر (10 مارس): نجمان.
28: الرشاء أو بطن الحوت (23 مارس): عدة نجوم.